# Nagjuttuuq
Nagjuttuuq, offizieller Name der Insel seit dem 25. April 2013, davor Vansittart Island, ist eine unbewohnte Insel des Kanadisch-arktischen Archipels.
Sie liegt im Foxe Basin vor der Ostküste der Melville Peninsula und gehört politisch zur Kivalliq-Region des kanadischen Territorium Nunavut. 
Südwestlich der Insel befinden sich White Island und Southampton Island. Dazwischen führt die Frozen Strait zur 90 km westlich gelegenen Siedlung Repulse Bay.
Vansittart Island ist durch eine weniger als 2 km breite Meeresstraße vom Festland getrennt.
Die Landfläche der Insel beträgt 997 km².
Vansittart Island hat eine Länge von 75 km. 
Der höchste Punkt der Insel liegt bei 255 m.